# بيلي روي ويلسون
بيلي روي ويلسون (بالإنجليزية: William R. Wilson, Jr.)‏ هو محامي وقاضي أمريكي، ولد في 18 ديسمبر 1939 في ليتل روك في الولايات المتحدة.